# Landgericht Hanau (1822–1850)
Das Landgericht Hanau war ein kurhessisches Landgericht, ein Gericht erster Instanz, mit Sitz in Hanau, das von 1822 bis 1850 bestand.

## Voraussetzungen
Bis zum Tod des Kurfürsten Wilhelm I. 1821 war im Kurfürstentum Hessen ein gewaltiger Reformstau aufgelaufen, da dieser nach seiner Rückkehr aus dem Exil auf den Thron 1813 viele Reformen rückgängig gemacht und persönlich im 18. Jahrhundert verhaftet geblieben war. Der neue Kurfürst, Wilhelm II., war nicht weniger autokratisch als sein Vater, aber gewillt, den Staat zu modernisieren. Die Staatsverwaltung wurde nach preußischem Muster 1822 reformiert, wobei nun auch Rechtsprechung und Verwaltung getrennt wurden. 
Die bisherigen Ämter wurden zu größeren Kreisen zusammengelegt, und die erstinstanzliche Rechtsprechung in der Fläche des Landes in Justizämter, die in der Regel jeweils für den Bereich eines ehemaligen Amtsbezirks zuständig waren, im Umfeld der größeren Städte dagegen in Landgerichte, die Zuständigkeitsbereiche mehrerer der bisherigen Ämter vereinigten, ausgegliedert.

## Gründung
Im Zuge dieser Neuorganisation wurde auch ein Landgericht Hanau geschaffen, dem die Rechtsprechung in der Stadt Hanau und den beiden bisherigen Ämtern Büchertal und Windecken übertragen wurde.

## Weitere Entwicklung
Die Eingliederung der zweitgrößten Gemeinde, der Stadt Windecken, in diesen Gerichtsbezirk wurde jedoch bereits nach einem Jahr revidiert und ein eigenständiges Justizamt Windecken im Umfang des vormaligen Amtes Windecken eingerichtet. Die entsprechenden Gemeinden wurden dazu aus dem Bezirk des Landgerichts Hanau wieder ausgegliedert (siehe: Übersicht).

## Ende
Im Zuge der Neuorganisation von Verwaltung und Rechtsprechung im Kurfürstentum Hessen nach der Revolution von 1848 wurde auch die Gerichtsverfassung aufgrund § 14 Gesetz vom 31ten Oktober 1848 über die Einrichtung der Gerichte und der Staatsbehörde bei den Gerichten neu strukturiert: Die Landgerichte wurden aufgelöst und in mehrere Justizämter zerlegt, deren Bezirke kleiner waren, als die der Vorgängergerichte. So entstanden aus dem Landgericht Hanau zum 1. Juli 1850 das Justizamt Hanau I und das Justizamt Hanau II.

## Gerichtsbezirk
Der Gerichtsbezirk des Landgerichts Hanau lag im Bezirk des Obergerichts für die Provinz Hanau und umfasste die Gemeinden:
| Gemeinde        | Herkunft      | Zugang | Abgang | Nach                |
| --------------- | ------------- | ------ | ------ | ------------------- |
| Bruchköbel      | Amt Büchertal | 1822   | 1850   | Justizamt Hanau II  |
| Dörnigheim      | Amt Büchertal | 1822   | 1850   | Justizamt Hanau II  |
| Eichen          | Amt Windecken | 1822   | 1823   | Justizamt Windecken |
| Erbstadt        | Amt Windecken | 1822   | 1823   | Justizamt Windecken |
| Großauheim      | Amt Büchertal | 1823   | 1850   | Justizamt Hanau I   |
| Großkrotzenburg | Amt Büchertal | 1823   | 1850   | Justizamt Hanau I   |
| Hanau           | Stadt Hanau   | 1823   | 1850   | Justizamt Hanau I   |
| Hochstadt       | Amt Büchertal | 1822   | 1850   | Justizamt Hanau II  |
| Kesselstadt     | Amt Büchertal | 1822   | 1850   | Justizamt Hanau II  |
| Kilianstädten   | Amt Büchertal | 1822   | 1850   | Justizamt Hanau II  |
| Marköbel        | Amt Windecken | 1822   | 1823   | Justizamt Windecken |
| Mittelbuchen    | Amt Büchertal | 1822   | 1850   | Justizamt Hanau II  |
| Niederdorfelden | Amt Windecken | 1822   | 1823   | Justizamt Windecken |
| Niederissigheim | Amt Büchertal | 1822   | 1850   | Justizamt Hanau II  |
| Niederrodenbach | Amt Büchertal | 1823   | 1850   | Justizamt Hanau I   |
| Oberdorfelden   | Amt Büchertal | 1822   | 1850   | Justizamt Hanau II  |
| Oberissigheim   | Amt Büchertal | 1822   | 1850   | Justizamt Hanau II  |
| Oberrodenbach   | Amt Büchertal | 1823   | 1850   | Justizamt Hanau I   |
| Ostheim         | Amt Windecken | 1822   | 1823   | Justizamt Windecken |
| Roßdorf         | Amt Büchertal | 1822   | 1850   | Justizamt Hanau II  |
| Rüdigheim       | Amt Büchertal | 1822   | 1850   | Justizamt Hanau II  |
| Rumpenheim      | Amt Büchertal | 1822   | 1850   | Justizamt Hanau II  |
| Wachenbuchen    | Amt Büchertal | 1822   | 1850   | Justizamt Hanau II  |
| Windecken       | Amt Windecken | 1822   | 1823   | Justizamt Windecken |

## Gebäude
Die Hanauer Gerichte hatten seit 1835 ihren Sitz im Altstädter Rathaus und erhielten 1842 ein Gerichtsgebäude im Bangert. Dies war ein freistehender, dreigeschossiger Bau mit einem großen Sitzungssaal, der in seiner Höhe zwei Stockwerke einnahm. Das Gebäude wurde im Zweiten Weltkrieg bei den Luftangriffen auf Hanau zerstört.

## Wissenswert
Das heutige, gleichnamige Landgericht Hanau entstand als zweitinstanzliches Gericht erst 1879 und hat – außer dem Sitz – mit dem kurhessischen Landgericht Hanau nichts zu tun.